# وینتون (مینه‌سوتا)
وینتون، مینه‌سوتا (به انگلیسی: Winton, Minnesota) یک شهر در ایالات متحده آمریکا است که در شهرستان سنت لوئیس واقع شده‌است.

## خصوصیات
وینتون ۰٫۳۴ کیلومترمربع مساحت و ۱۷۲ نفر جمعیت دارد و ۴۰۶ متر بالاتر از سطح دریا واقع شده‌است.